# Islas Chausey
Las islas Chausey (en francés: Îles Chausey) son un archipiélago de Francia de islotes y rocas de la costa de Normandía, en el canal de la Mancha. Se encuentra a 17 kilómetros de  la localidad de Granville —de la que dependen administrativamente como uno de sus barrios—, en el departamento Mancha. Chausey forma parte de las Islas del Canal desde el punto de vista geográfico, aunque al estar bajo la jurisdicción francesa casi nunca se menciona en el contexto de las otras Islas del Canal. No hay servicio de transporte regular entre Chausey y las otras Islas del Canal, aunque hay entre dos y cuatro viajes diarios de enlace entre Chausey con el territorio continental francés, dependiendo de la temporada.
La partícula ey que termina con el nombre Chausey se puede suponer que se asocie a la nórdica -ey (isla) como en Jersey y Guernesey.

## Geografía

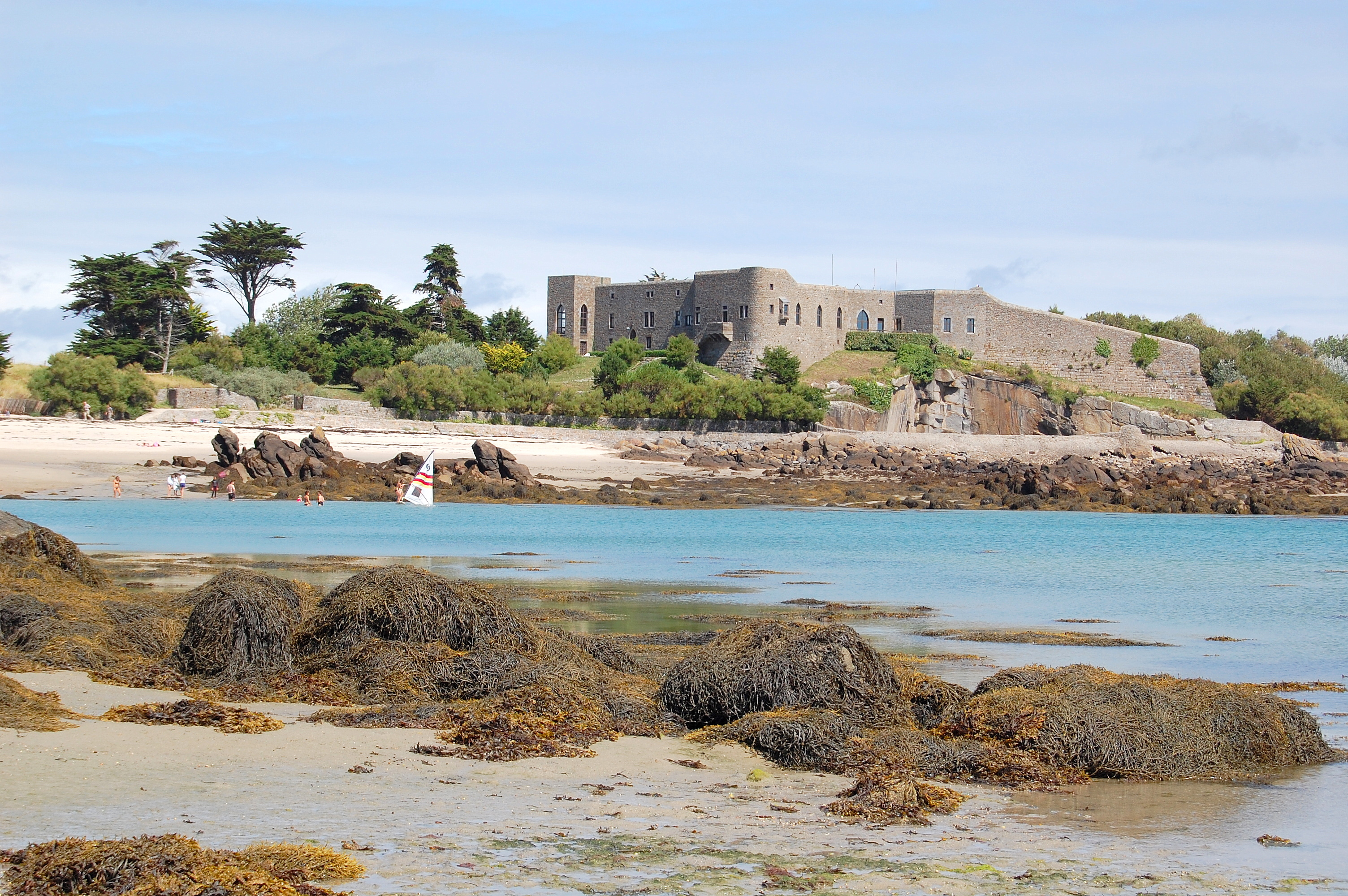
Vista del chateau de la Grande Île

La  Gran Isla (Grande Île), la isla principal, tiene 1,5 km de largo y 0,5 km de ancho en su parte más ancha (aproximadamente 45 hectáreas), aunque esto es solo la punta de un archipiélago de importante y complejo que es expuesto durante la marea baja. El archipiélago comprende 365 islas, con alrededor de 2000 hectáreas durante la marea baja, en comparación con solo 52 islas y 12 hectáreas con la marea alta, dentro de un área de aproximadamente 6,5 por 12 kilómetros. La amplitud de la marea es una de las mayores de Europa, con un máximo de 14 metros de diferencia entre la marea baja y alta. Las islas consisten en una formación geológica granítica, que ha sido sometido a la erosión por el mar y el viento. Los bancos de arena pueden llegar a conectar varias partes de Chausey.